# KATi KATi
『KATi KATi』（かち かち）は大富寺航による漫画作品。『月刊コンプエース』（角川書店）に連載された。

## あらすじ
主人公：宇佐美珠子が転校してきた学校は、学生章が動物の耳となっている学校だった。非常識な人々との学校生活を送っていく内、珠子も非常識の世界へと巻き込まれていく。

## 登場人物
宇佐美 珠子（うさみ たまこ）
つい最近転校してきたばかりの主人公。愛称はうさみん。学生章は学校内でも珍しい「うさみみ」である。眼鏡っ子。ややショタコンの気あり。
田沼 小女子（たぬま こなこ）
珠子のクラスの委員長。愛称はたぬさん。学生章は狸耳。結構やる時はやる。「ババ汁」なる汁物は、学校でも大人気である。
大岡 みちる（おおおか みちる）
学生章は狼耳。愛称はえっちん。特技は睡眠学習。
洞爺丸 さくら（とうやまる さくら）
珠子と同年代。植物がついているptクラス（通称:特クラス）の生徒である。学生章は桜。
根津 美夏（ねづ みか）
珠子の同級生。愛称はマヨ。クラスの副委員長。珠子の兎耳が大好きで、しょっちゅう掴もうとしている。
綿貫 文吾（わたぬき ぶんご）
1年Feクラス。珠子らの後輩。田沼に憧れている。
築嶋 奥菜（つきしま おくな）
田沼が想っている少年。
川原 彩芽（かわはら あやめ）
保険医。女の子相手にエロい話するのが好き。生徒からは彩姐さんと呼ばれている。